# Szent Ludmilla-templom (Prága)

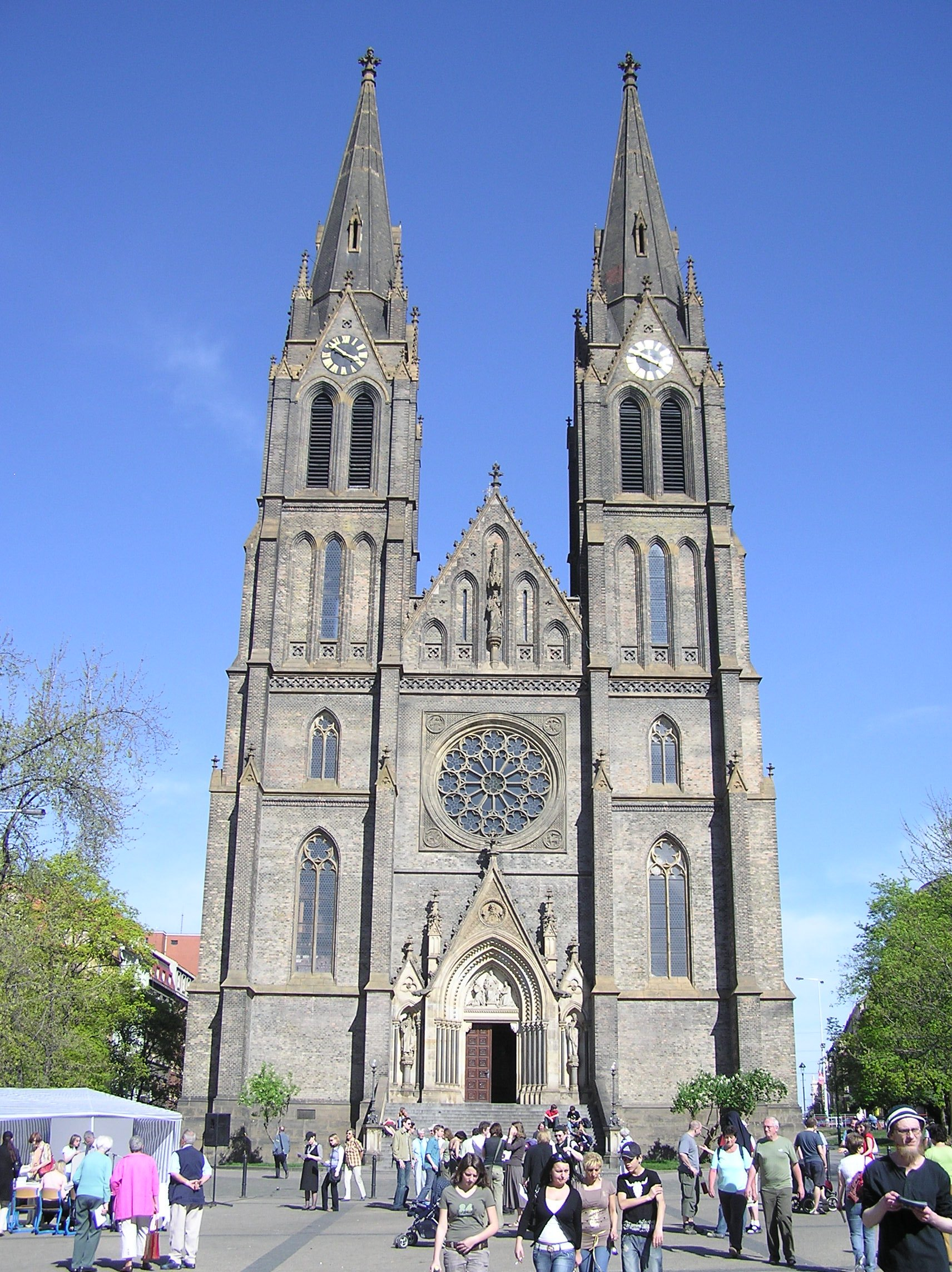
A Szent Ludmilla-templom

A katolikus Szent Ludmilla-templom Prága Vinohrady városrészében a Náměstí Míru-n (magyarul Béke téren) található tipikus 19. századi neogótikus templom.
A templom 1888 és1892 között épült Josef Mocker építész tervei alapján. Neves cseh alkotók vettek részt kialakításában, többek között Josef Václav Myslbek, Antonín Procházka, František Ženíšek. Két, 60 méteres tornyával a templomépület uralja a teret, melyen áll. Az impozáns neogótikus főkapu feletti domborművön Krisztus előtt balról Szent Vencel, jobbról Szent Ludmilla térdel.